# Dead or Alive (série de jeux vidéo)
Pour les articles homonymes, voir Dead or Alive.
Dead or Alive (en japonais : デッド オア アライブ, Deddo oa araibu, littéralement « Mort ou vivant ») est une série de jeux de combat en 3D sortis en arcade puis sur différentes consoles, produite par Tecmo.

## Système de jeu
La série Dead or Alive se concentre sur un gameplay rapide avec des personnages animés en trois dimensions. Les personnages sont caractérisés de la même manière que les autres séries de jeu de combat, ils pratiquent tous un art-martial différent et possèdent chacun leur propre nationalité et leur propre histoire. Certains personnages partagent un gameplay et design similaires à d'autres séries, notamment Jann Lee, qui pratique le jeet kune do, faisant penser ainsi à Fei Long de Street Fighter ou encore Forest Law de Tekken.
Dead or Alive se démarque avec son système de contre, anticiper une attaque avec le bouton de garde peut amener à une contre-attaque de la part de l'adversaire. Pour exécuter une contre-attaque, le joueur doit anticiper et synchroniser correctement l'attaque pour la réussir. Le jeu dispose de trois autres manipulations : un bouton pour le coup de poing, un bouton pour le coup de pied et un autre pour les projections. La série se fait également remarquer pour l’interaction avec les décors, le joueur peut projeter son ennemi à travers un mur ou une fenêtre, faisant passer ainsi les deux combattants dans une autre partie de l'environnement, par exemple commencer un combat en haut d'un gratte-ciel et finir au pied du bâtiment,.
Depuis Dead or Alive 2, la série a incorporé un système de combat en tag team, permettant aux personnages de permuter de place, de réaliser un combo et une attaque en équipe si l'action est réalisée au bon moment. Le mode tag team inclut également des projections uniques réservés à certains duos de personnage. Dead or Alive 3 introduit une petite nouveauté dans le mode tag team, le personnage qui combat peut changer de place avec un partenaire qui peut attaquer en sautant.

## Liste des jeux
| Titre                                 | Année                                                                                                 | Plateforme                                             |
| ------------------------------------- | --- | ------------------------------------------------------ |
| Dead or Alive Dead or Alive ++        | novembre 1996: (Model 2), juillet 1997: (Saturn) mars 1998: (PlayStation), juillet 1998: (TPS-System) | Arcade, PlayStation, Saturn                            |
| Dead or Alive 2                       | novembre 1999 : (Naomi), mars 2000                                                                    | Arcade, Dreamcast                                      |
| Dead or Alive 2 Millennium (Naomi)    | janvier 2000                                                                                          | Arcade, Dreamcast                                      |
| Dead or Alive 2 Limited Edition       | septembre 2000                                                                                        | Dreamcast                                              |
| Dead or Alive 2: Hardcore             | octobre 2000                                                                                          | PlayStation 2                                          |
| Dead or Alive 3                       | novembre 2001, mars 2002 (Europe)                                                                     | Xbox                                                   |
| Dead or Alive Xtreme Beach Volleyball | janvier 2003                                                                                          | Xbox                                                   |
| Dead or Alive Ultimate                | octobre 2004, février 2005 (Europe)                                                                   | Xbox                                                   |
| Dead or Alive 4                       | décembre 2005, janvier 2006 (Europe)                                                                  | Xbox 360                                               |
| Dead or Alive Xtreme 2                | novembre 2006                                                                                         | Xbox 360                                               |
| Dead or Alive Online                  | août 2008                                                                                             | PC                                                     |
| Dead or Alive Paradise                | avril 2010                                                                                            | PlayStation Portable                                   |
| Dead or Alive: Dimensions             | mai 2011                                                                                              | Nintendo 3DS                                           |
| Dead or Alive 5                       | 27 septembre 2012                                                                                     | PlayStation 3, Xbox 360                                |
| Dead or Alive 5 Plus                  | mars 2013                                                                                             | PlayStation Vita                                       |
| Dead or Alive 5 Ultimate              | 5 septembre 2013                                                                                      | PlayStation 3, Xbox 360                                |
| Dead or Alive 5 Ultimate Arcade       | Hiver 2013                                                                                            | Arcade                                                 |
| Dead or Alive 5 Last Round            | Février 2015 (consoles), mars 2015 (PC via Steam)                                                     | PS4, PS3, Xbox One, Xbox 360, Steam                    |
| Dead or Alive Xtreme 3                | | PlayStation 4, PlayStation Vita Nintendo Switch (Asie) |
| Dead or Alive 6                       | mars 2019                                                                                             | PlayStation 4, Xbox One, Microsoft Windows             |

## Liste des personnages
| Liste des personnages jouables                                                                   | Liste des personnages jouables                                                                                | Liste des personnages jouables                                                                             |
| ------------------------------------------------------------------------------------------------ | --- | --- |
| - Ayane - Bass Armstrong - Bayman - Brad Wong - Christie - Diego - Ein - Eliot - Gen Fu - Hayate | - Helena Douglas - Hitomi - Honoka - Jann Lee - Kasumi - Kokoro - Leifang - Léon - Lisa Hamilton - Marie Rose | - Mila - Momiji - NiCO - Nyotengu - Phase 4 - Rachel - Raidou - Rig - Ryu Hayabusa - Tina Armstrong - Zack |

## Adaptation cinématographique
En 2006, la série a été adaptée au cinéma. Intitulé DOA: Dead or Alive et réalisé par Corey Yuen, le film se concentre principalement sur les personnages de Kasumi, Tina Armstrong, Christie et Helena Douglas.
Les quatre jeunes femmes sont invitées à participer à la nouvelle édition de la compétition de combat organisée par DOATEC et se retrouvent obligée à s'associer quand elles vont découvrir les activités suspectes de Victor Donovan, le dirigeant de la société.
Lors de sa sortie, le film reçoit un accueil négatif de la part des critiques et réalise une performance médiocre au box-office un peu partout dans le monde, faisant de lui un « flop ». Il s'agit de l'unique adaptation de la franchise au cinéma.